# Charles Sturt Adelaide International
O Charles Sturt Adelaide International foi um torneio tênis, que fez parte da série ATP Challenger Tour, realizado em 2013 e 2014, realizado em piso duro, em Adelaide, Austrália.

## Edições

### Simples
| Ano  | Campeão        | Finalista   | Placar         | Ref. |
| ---- | -------------- | ----------- | -------------- | ---- |
| 2014 | Bradley Klahn  | Tatsuma Ito | 6–3, 7–6(11–9) |      |
| 2013 | Matthew Barton | James Ward  | 6–2, 6–3       |      |

### Duplas
| Ano  | Campeões                       | Finalistas                        | Placar   | Ref. |
| ---- | ------------------------------ | --------------------------------- | -------- | ---- |
| 2014 | Marcus Daniell Jarmere Jenkins | Dane Propoggia Jose Rubin Statham | 6–4, 6–4 |      |
| 2013 | Samuel Groth Matt Reid         | James Duckworth Greg Jones        | 6–2, 6–4 |      |